# Castéra-Bouzet
Castéra-Bouzet – miejscowość i gmina we Francji, w regionie Oksytania, w departamencie Tarn i Garonna.
Według danych na rok 1990 gminę zamieszkiwały 153 osoby, a gęstość zaludnienia wynosiła 9 osób/km² (wśród 3020 gmin regionu Midi-Pireneje Castéra-Bouzet plasuje się na 910. miejscu pod względem liczby ludności, natomiast pod względem powierzchni na miejscu 674.).